# Хюттелево
Хю́ттелево (фин. Hyttilä) — деревня в Гатчинском муниципальном округе Ленинградской области.

## История
Деревня являлась вотчиной великого князя Михаила Павловича, из которой в 1806—1807 годах были выставлены ратники Императорского батальона милиции.
Деревня Ютелла упоминается на семиотопографической карте окружности Санкт-Петербурга и Карельского перешейка 1810 года.
На «Топографической карте окрестностей Санкт-Петербурга» Военно-топографического депо Главного штаба 1817 года, она обозначена как деревня Юттелева, состоящая из 6 крестьянских дворов.

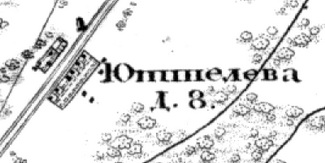
План деревни Хюттелево. 1831 год

На картах Ф. Ф. Шуберта 1844 года и С. С. Куторги 1852 года деревня обозначена как Хюттелева.
В пояснительном тексте к этнографической карте Санкт-Петербургской губернии П. И. Кёппена 1849 года она записана как деревня Sämsänpälo (Hyttilewa) (Гюттелево), и указано количество её жителей на 1848 год: савакотов — 11 м. п., 12 ж. п., всего 23 человека.

ХЮТТЕЛЕВА — деревня Красносельской удельной конторы Шунгоровского приказа, по просёлочной дороге, число дворов — 5, число душ — 10 м. п. (1856 год)

Согласно «Топографической карте частей Санкт-Петербургской и Выборгской губерний» в 1860 году деревня называлась Хюттелева и насчитывала 5 крестьянских дворов.

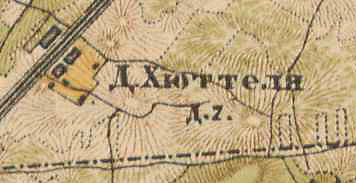
План деревни Хюттелево. 1885 год

В 1885 году деревня Хюттеля насчитывала 7 крестьянских дворов.
В конце XIX — начале XX века деревня административно относилась к Староскворицкой волости 3-го стана Царскосельского уезда Санкт-Петербургской губернии. Население деревни было исключительно финским.
К 1913 году количество дворов не изменилось.
С 1917 по 1919 год деревня Хюттелево входила в состав Шунгоровского сельсовета Петергофского уезда.
С 1919 года в составе Телезского сельсовета Стрельно-Шунгоровской волости.
С 1922 года в составе Кипено-Ропшинской волости.
С 1923 года в составе Гатчинского уезда.
С 1924 года в составе Русско-Высоцкого сельсовета Ропшинской волости.

ХЮТТЕЛЕВО — деревня Русско-Высоцкого сельсовета, 10 хозяйств, 63 души.

Из них: финнов-ингерманландцев — 9 хозяйств, 59 душ (29 м. п., 30 ж. п.); русских — 1 хозяйство, 4 души (1 м. п., 3 ж. п.); (1926 год)

С 1927 года в составе Урицкого района.
С 1930 года в составе Ленинградского Пригородного района.

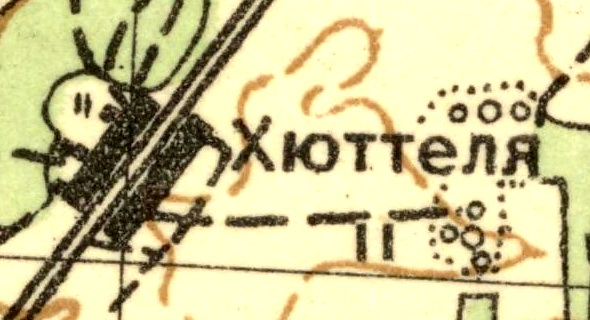
План деревни Хюттелево. 1931 год

Согласно топографической карте 1931 года деревня насчитывала 11 дворов.
По данным 1933 года деревня Хюттелево также входила в состав Русско-Высоцкого сельсовета.
С 1936 года в составе Красносельского района.
В 1940 году население деревни Хюттелево составляло 100 человек.
C 1 августа 1941 года по 31 декабря 1943 года деревня находилась в оккупации. До 1943 года Хюттелево — место компактного проживания ингерманландских финнов.
С 1955 года в составе Ломоносовского района.
С 1963 года в составе Гатчинского района.
В 1965 году население деревни Хюттелево составляло 25 человек.
По данным 1966 года деревня Хюттелево также входила в состав Руссковысоцкого сельсовета.
По данным 1973 и 1990 годов деревня Хюттелево входила в состав Пудостьского сельсовета Гатчинского района.
В 1997 году в деревне проживали 11 человек, в 2002 году — 9 человек (русские — 89%), в 2007 году — 8, в 2010 году — 24.

## География
Деревня расположена в северной части района близ автодороги А180 (E 20) (Санкт-Петербург — Ивангород — граница с Эстонией) «Нарва».
Расстояние до административного центра поселения, посёлка Пудость — 18 км.
Расстояние до ближайшей железнодорожной станции Красное Село — 12 км.
Находится на границе с Ломоносовским районом Ленинградской области.

## Демография
| 1862 | 2007 | 2010 | 2017 |
| ---- | ---- | ---- | ---- |
| 33   | ↘8   | ↗24  | ↘14  |

### Национальный состав
Согласно данным Всероссийской переписи населения 2021 года в деревне проживал 31 человек, из них:
 русские — 29, грузины — 1, евреи — 1 человек.